# Tour Magdala

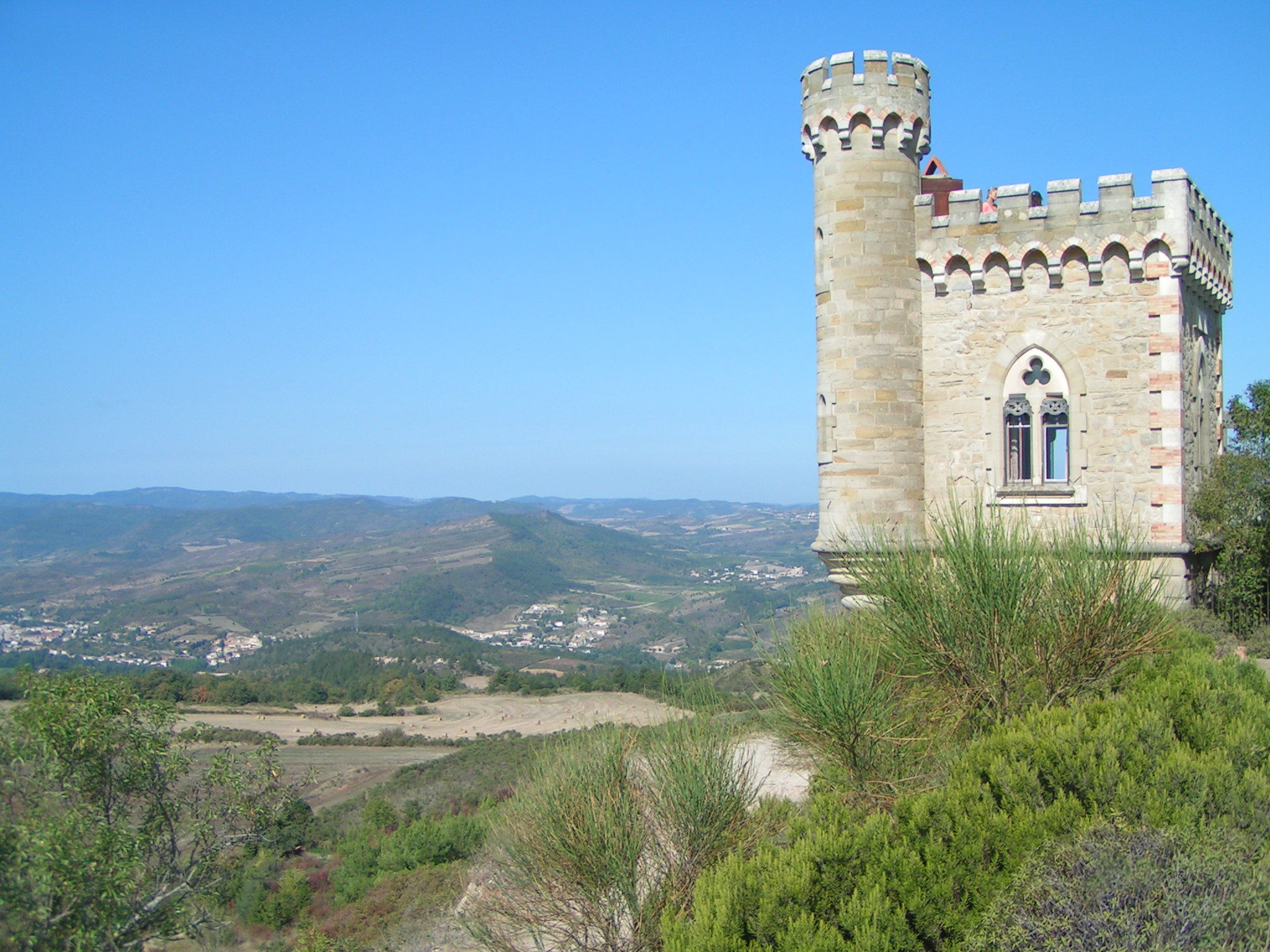
Tour Magdala

Die Tour Magdala (Turm der Magdalena) ist ein Turm im südfranzösischen Dorf Rennes-le-Château. Mit dem Bau wurde im Jahr 1905 nach Fertigstellung der Villa Béthania und der Renovierung der Dorfkirche Sainte Marie-Madeleine auf dem Anwesen des Dorfpfarrers Abbé Saunière begonnen; die Arbeiten wurden 1907 abgeschlossen. Der im neugotischen Stil erbaute Turm war die Bibliothek und der Rückzugsort Saunières. Zu dem Anwesen des Pfarrers gehörte außerdem noch ein kleiner Park. Bereits im Oktober 1903 beratschlagte sich Saunière schriftlich mit seinem Architekten Tibucre Caminade aus Limoux über den Bau.
Der Fußboden besteht aus musivischen schachbrettartig angeordneten Fliesen. 22 Stufen führen auf die erste Plattform des Turms hinauf der 22 Zinnen aufweist. Ursprünglich gelangte man über eine Leiter auf die obere Plattform mit 12 Zinnen. Der am Ortsrand von Rennes-le-Château stehende Turm bietet eine Aussicht auf die Dörfer in der Umgebung; von der oberen Plattform aus ist sogar das Dorf Coustaussa einsehbar.
Am 25. Juni 1905 besuchte eine Exkursion der Société d’études scientifiques de l’Aude (SESA) Rennes-le-Château und bestieg den sich zu dieser Zeit noch im Bau befindlichen Turm über das Baugerüst (die Treppe zum Turm wurde erst 1906 fertiggestellt).
Der Bericht zu besagter Exkursion wurde 1906 von Elie Tisseyre im Bulletin Nr. 17 unter dem Titel Excursion Du 25 Juin 1905 a Rennes-le-Château veröffentlicht und 1931 als Broschüre nachgedruckt, die in der Stadtbibliothek von Carcassonne einsehbar ist.
Einen gewissen Bekanntheitsgrad erlangte der Turm durch eine Erwähnung in dem pseudowissenschaftlichen Buch Der Heilige Gral und seine Erben der Autoren Henry Lincoln, Michael Baigent und Richard Leigh und wurde mit weiteren Gebäuden in Rennes-le-Château Gegenstand moderner Legendenbildung. Grafische Darstellungen des Gebäudes finden sich in dem Computerspiel Gabriel Knight 3, das die Gebäude in Rennes-le-Château und auch das Dorf selbst thematisiert.

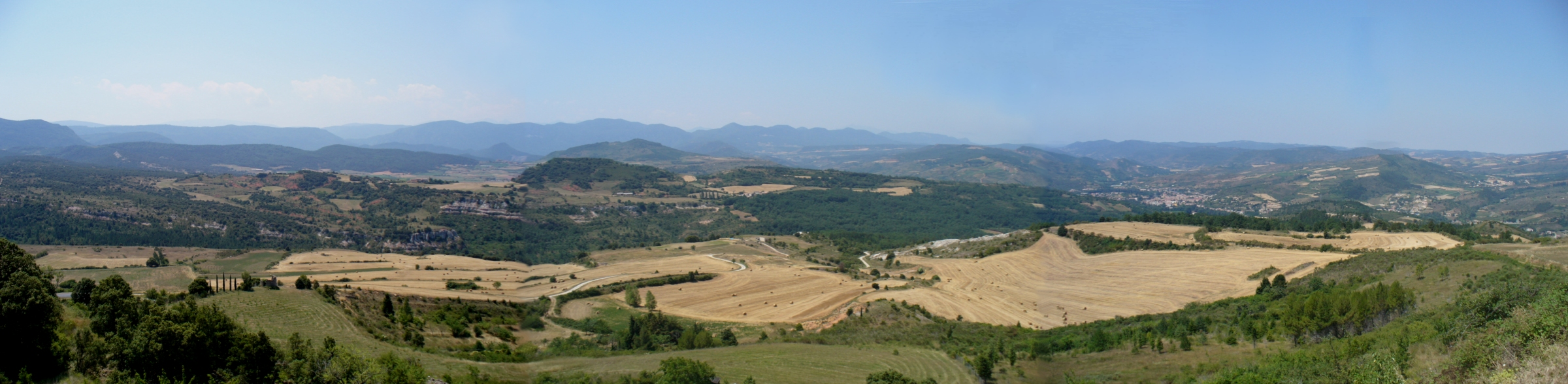
Das Panorama in Rennes-le-Château